# Marten Rijckaert

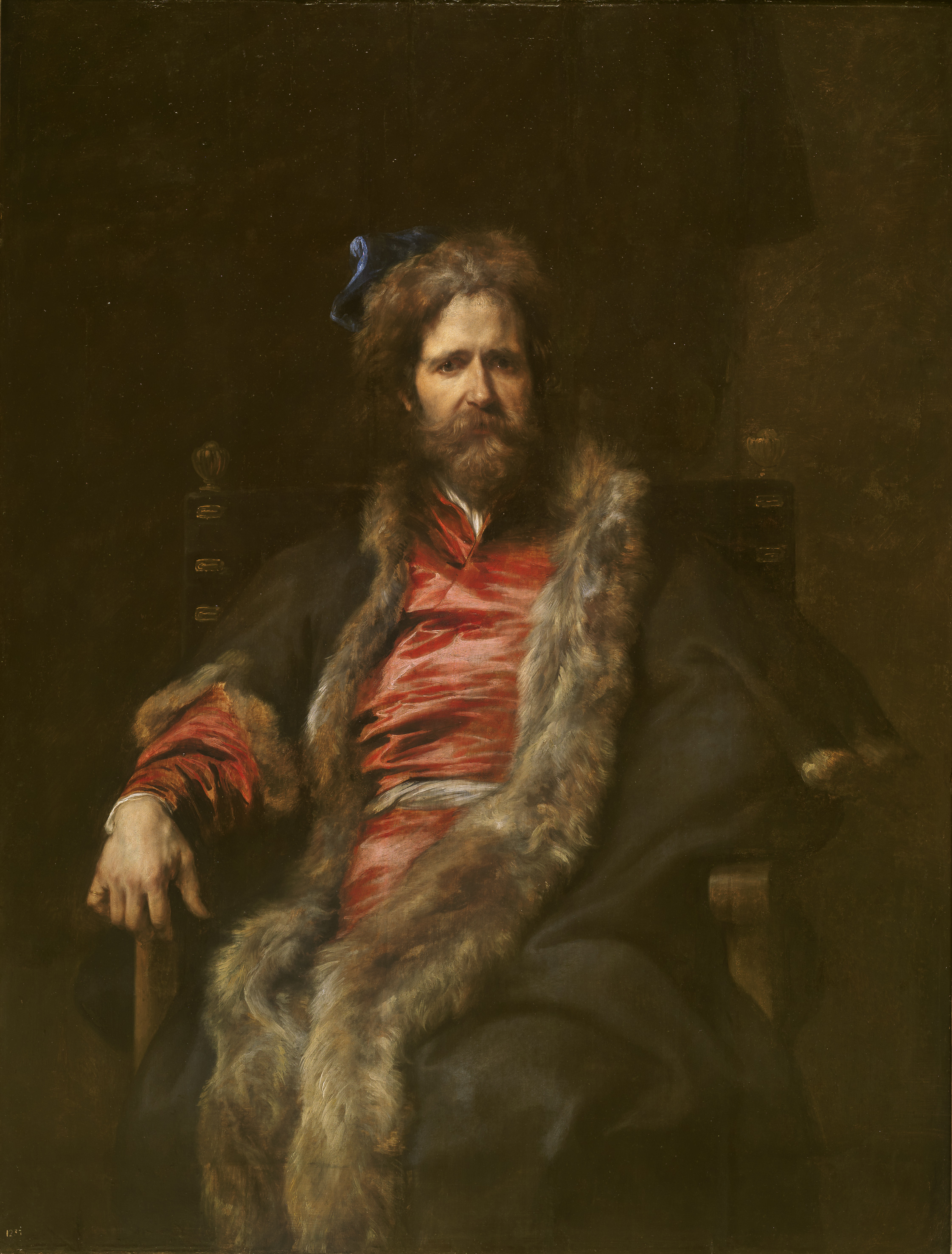
Portret van Marten Rijckaert door Antoon van Dyck

Marten Rijckaert ook Maerten of Martin Ryckaert (gedoopt Antwerpen, 8 december 1587 - aldaar, 11 oktober 1631) was een Vlaamse barokschilder die bekend stond om zijn meestal denkbeeldige landschappen in een Italianiserende stijl.

## Levensloop
Hij werd in 1587 in Antwerpen geboren als tweede kind van David Rijckaert de Oude en Catharina Rem, in de Antwerpse kunstenaarsfamilie Rijckaert (of Ryckaert). David de Oude was een brouwer en een schilder van houten beelden die in 1585 meester werd van het Antwerpse Sint-Lucasgilde. Hij wordt ook genoemd als handelaar in schilderijen. Marten had 7 broers en zussen waarvan zijn oudere broer David de Jonge (geboren in 1586) een vooraanstaand stillevenschilder werd. Marten was verder de oom van David Rijckaert III, een genreschilder.  Als gevolg van een geboorteafwijking of door een ongeval had hij slechts één arm.

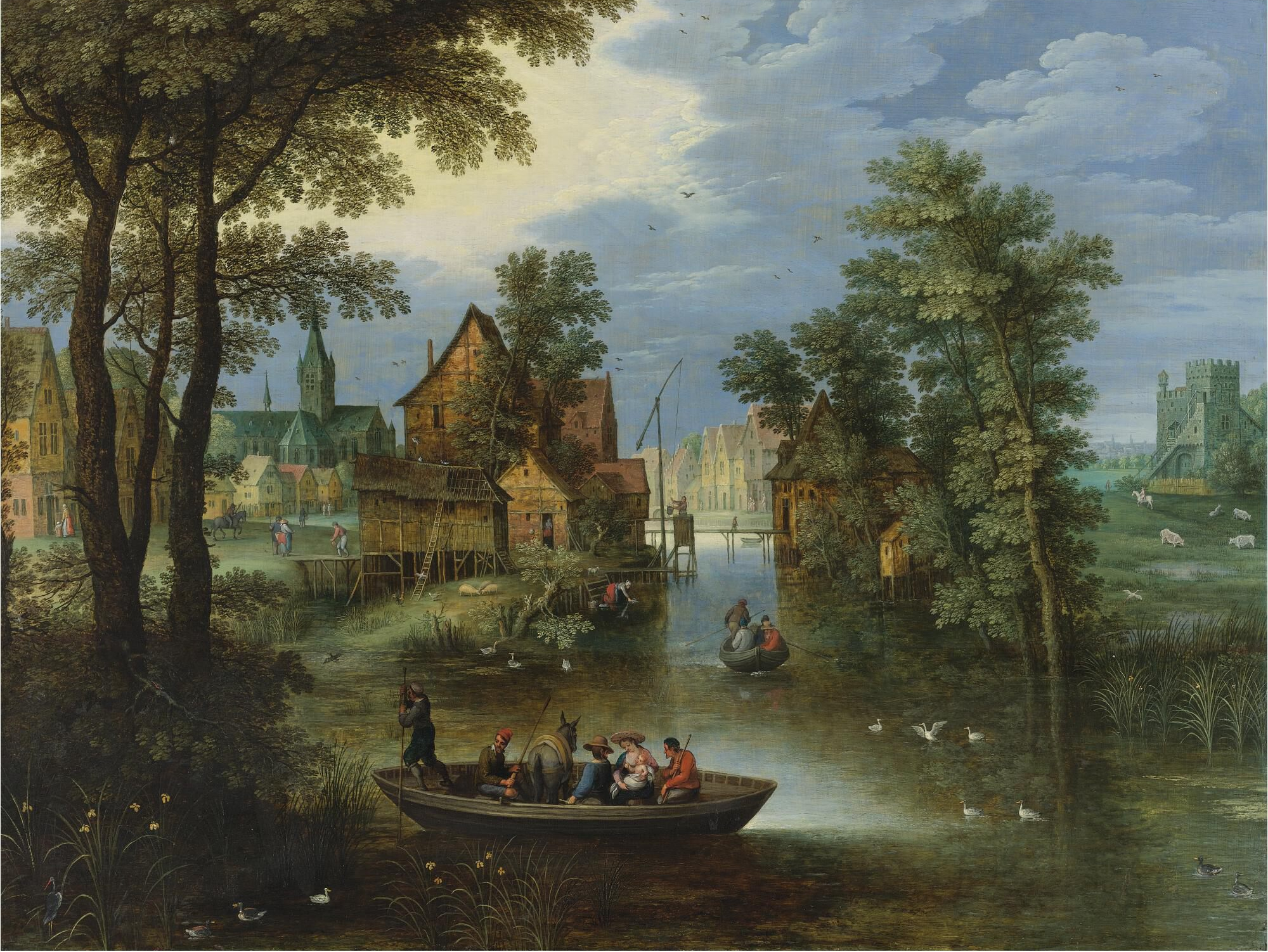
Rivierlandschap met de Vlucht naar Egypte

Marten studeerde waarschijnlijk eerst bij zijn vader en was later een leerling van Tobias Verhaecht (of Verhaeght). Verhaecht was ook korte tijd de leermeester van Peter Paul Rubens.  Marten werd in 1607 ingeschreven als meester in het Antwerpse Sint-Lucasgilde.  Er wordt aangenomen dat hij tussen 1607 en 1611 naar Italië reisde, alhoewel er geen documenten voorhanden zijn die dit bevestigen. Tijdens zijn verblijf in Italië zou hij plein air geschetst hebben.

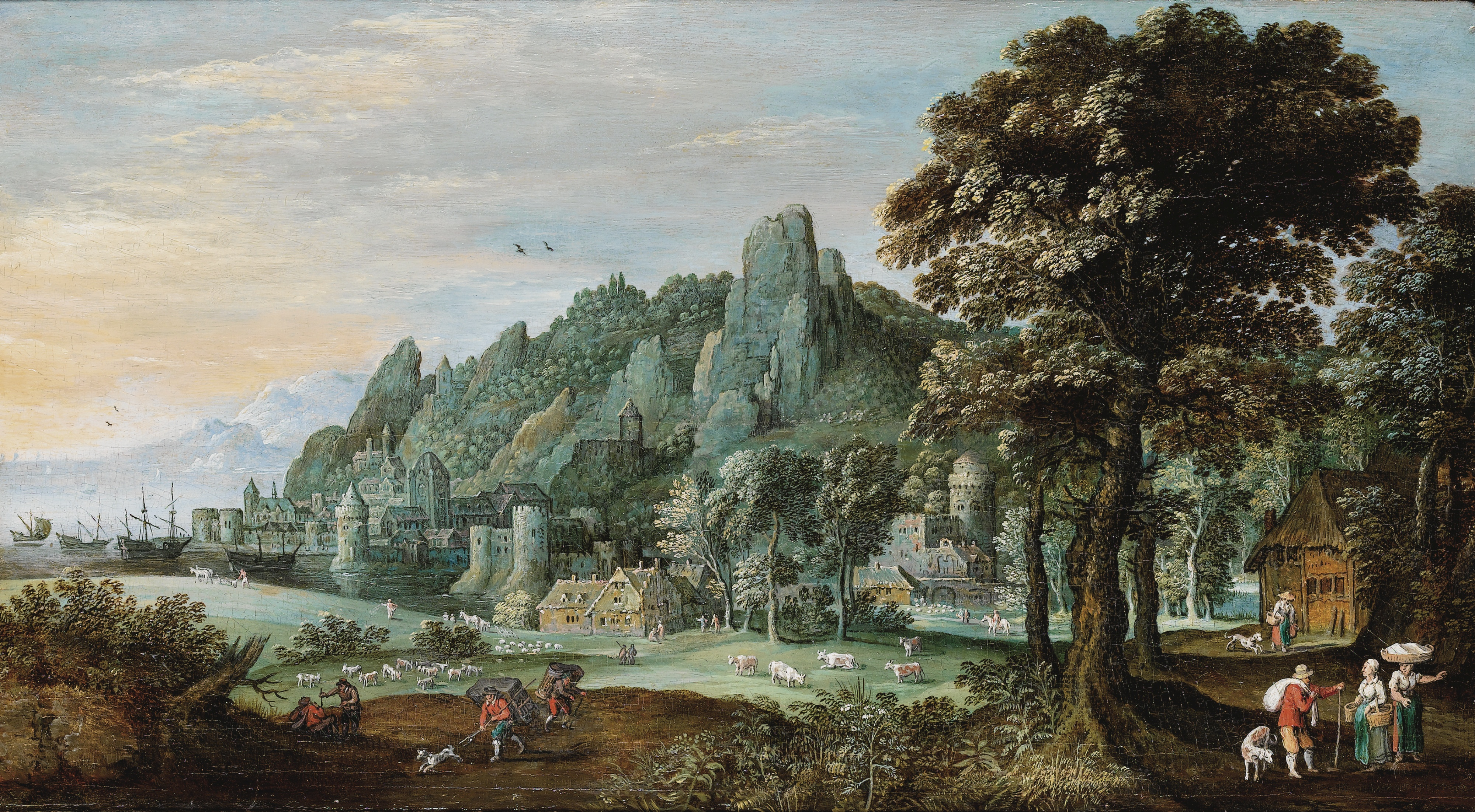
Landschap in het Rijndal

Marten trad in 1611 weer toe tot het Antwerpse Sint-Lucasgilde en werd geregistreerd als de "schilder met één arm". De rest van zijn professionele loopbaan bracht hij door in zijn geboortestad.  Hij was actief in de plaatselijke rederijkerskamer De Violieren. Hij huwde niet en verzamelde in zijn huis in de Meyerstraat in Antwerpen vele schilderijen van tijdgenoten.
Hij was naar verluidt een goede vriend van Anthony van Dyck, die zijn portret schilderde.  Dit portret werd door Jacob Neefs gegraveerd voor opname in Van Dyck’s boekproject getiteld de "Iconografie", dat portretten van bekende personen uit die tijd afbeeldde.  Van Dyck's portret was in het bezit van Marten toen hij stierf en bevindt zich tegenwoordig in het Prado in Madrid.
Ryckaert werd begin 1631 ziek en is op 11 oktober in Antwerpen begraven. Hij liet zijn hele fortuin na aan zijn zus Maria en zijn broer Pauwel (of Pauwels).

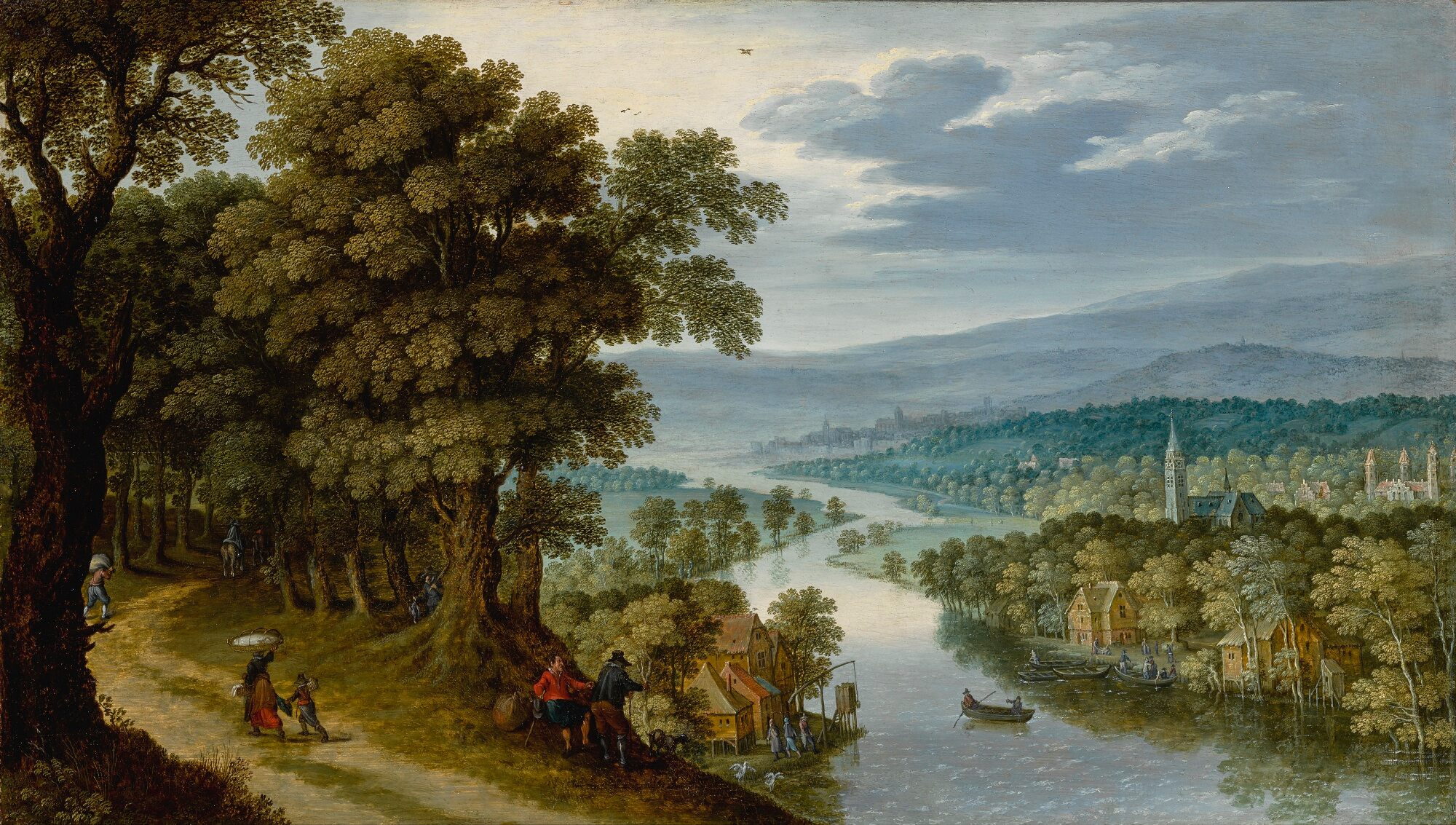
Panoramisch bergachtig rivierlandschap met figuren op een pad

## Werken
Zijn werk wordt gekenmerkt door rotsachtige boslandschappen, vaak met watervallen, ruïnes en architectuur. Volgens Houbraken lijkt zijn werk op dat van Joos de Momper en ook aan dat van Paul Bril en Jan Brueghel de Oude.
Zijn italianiserende landschappen leunen dicht aan bij die van de in Rome gevestigde Vlaamse landschapsschilder Paul Bril, terwijl de panoramische opvatting van zijn composities schatplichtig is aan de werken van Jan Brueghel de Oude. Dit is het meest uitgesproken terug te vinden in werken zoals Landschap met de vlucht naar Egypte (in een privéverzameling) dat gebaseerd is op een verloren origineel door Brueghel, terwijl de kleurbehandeling lijkt ontleend te zijn aan Joos de Momper. Deze stijl werd in zijn eigen tijd geleidelijk als verouderd aanzien in vergelijking met de nieuwe stijl van Rubens, die zich kenmerkte door een groter realisme, grotere schaal, warmer coloriet en transparanter licht.